# Na Ying
Pour les articles homonymes, voir Ying.
Na Ying (chinois : 那英 ; pinyin : Nā Yīng, moins fréquemment appelée Natasha Na), née le 27 novembre 1967 à Shenyang (province de Liaoning) en Chine, est une chanteuse chinoise.
Considérée comme l'une des meilleures chanteuses de Chine continentale, elle a vendu plus de dix millions d'albums et est connue pour sa personnalité dynamique et directe.

## Filmographie partielle

### Comme chanteuse
- 1993 : A Native of Beijing in New York (Beijing ren zai Niu Yue) (série télévisée) : chanson originale Bao ying
- 1994 : I Love My Family (Wo ai wo jia) (série télévisée) : thème d'ouverture Yan re de feng
- 1994 : Guo ba yin (série télévisée) : chanson du thème Guo ba yin
- 1999 : Sorry Baby (Mei wan mei liao) : chanson du thème Mei wan mei liao

### Comme actrice
- 2014 : Gone with the Bullets (Yi bu zhi yao)
- 2004 : I'm Looking Forward to Being Loved (Hao xiang hao xiang tan lian ai) : Li Minglang (série télévisée)